# شیجی، گوانگدونگ
شیجی، گوانگدونگ (به لاتین: Shijie) یک شهرک در جمهوری خلق چین است که در دونگوان واقع شده‌است.